# دانشکده بیکنت
دانشکده بیکنت (Beykent) یکی از دانشگاه‌های کشور ترکیه است.
این دانشگاه در سال ۱۹۹۷ آغاز به کار کرد. بانی آن بنیاد آموزشی آدَم چَلیک بیکنت (Adem çelik Beykent) است. تسلط دانشجویان این دانشگاه به انگلیسی اجباری است.

## رشته‌های تحصیلی
- دانشکده علوم پایه و ادبیات: ریاضیات، رایانه، زبان و ادبیات انگلیسی
- دانشکده علوم اداری: مدیریت، روابط بین‌الملل، تجارت بین‌الملل
- دانشکده معماری: معماری، معماری داخلی
- دانشکده هنرهای زیبا: سینما - رادیو - تلویزیون، طراحی نساجی، گرافیک، ارتباطات و طراحی، بازیگری
- انستیتو علوم اجتماعی: اداره مدیریت استراتژیک، مدیریت و سیاست اقتصادی بین‌الملل، مدیریت بهره برداری